# Boginka w stawie
Boginka w stawie (niem. Die Nixe im Teich) – baśń braci Grimm opublikowana w roku 1843 w piątym wydaniu ich zbioru Baśni (tom 2, nr 181).

## Treść[1]
Pewien młynarz, niegdyś bogaty, popadł w nędzę i martwił się tym bardzo. Pewnego dnia, kiedy szedł groblą koło młyna, ze stawu wynurzyła się piękna kobieta. Młynarz wiedział, że to boginka mieszkająca w stawie i się przestraszył. Jednak boginka przyjaźnie zapytała go o przyczynę smutku. Kiedy jej opisał swoją sytuację, boginka obiecała pomóc i uczynić go bogatym. W zamian zażądała, by oddał jej to co urodzi się w jego domu. Młynarz przystał na to i szczęśliwy wrócił do domu. Wpadł jednak w przerażenie kiedy okazało się, że pod jego nieobecność żona urodziła mu synka. 
Od czasu spotkania boginki, sytuacja materialna młynarza bardzo się poprawiła, a każde jego przedsięwzięcie przynosiło duże zyski. Jednak młynarza nie cieszyło bogactwo, gdyż martwił się o syna. Kazał mu trzymać się z daleka od stawu. Jednak lata mijały, a boginka się nie zjawiała. Młynarz powoli odzyskiwał spokój. Jego syn tymczasem dorósł i został myśliwym. Wkrótce ożenił się też z piękną dziewczyną, która bardzo go kochała. Wszystko wydawało się układać pomyślnie.
Pewnego dnia młody myśliwy, zapędził się w pościgu za sarną nad brzeg stawu, przed którym ostrzegał go ojciec. Chciał umyć twarz w wodzie. Kiedy jednak nachylił się, z wody wynurzyła się boginka. Śmiejąc się objęła go ramionami i wciągnęła pod wodę. 
Jego żona, która znała historię młynarza, domyśliła się, co spotkało jej męża. Jednak mogła tylko bezsilnie chodzić wokół stawu. Pewnej nocy we śnie ujrzała tajemniczą staruszkę, która jak sugerował sen, mogła jej udzielić pomocy. Po przebudzeniu dziewczyna udała się na poszukiwanie i w końcu odnalazła jej chatkę. Staruszka obiecała pomoc. 
Dała jej złoty grzebień. Poradziła, by dziewczyna nocą usiadła nad brzegiem stawu i rozczesywała włosy tym grzebieniem. Następnie miała położyć grzebień na ziemi. Kiedy dziewczyna to zrobiła z wody wynurzyła się głowa jej męża. Patrzył na żonę smutnym wzrokiem, ale po chwili fale go przykryły. Zasmucona dziewczyna znów zwróciła się o pomoc do staruszki. 
Wówczas staruszka dała jej flet. Dziewczyna miała usiąść nocą nad brzegiem i grać na nim. Potem miała położyć flet na ziemi. Kiedy dziewczyna tak zrobiła. Z wody wynurzył się ponownie jej mąż, tym razem do pasa. Wyciągnął do żony ramiona, ale fale znowu go pokryły. Zrozpaczona dziewczyna znów zwróciła się o pomoc do staruszki, informując, że jej rady nie pomogły.
Staruszka kazała jej tym razem zabrać kołowrotek i tkać na brzegu. Po zużyciu całej szpuli nici, dziewczyna miała postawić kołowrotek nad wodą. Gdy dziewczyna to zrobiła, z wody wyskoczył jej mąż.  Zeskoczył na ziemię, chwycił żonę i razem rzucili się do ucieczki. Jednak staw zaczął przelewać się z brzegu, a fale zaczęły ich gonić. Oboje zrozumieli, że nie umkną, jednak za sprawą czarów staruszki, oboje zmienili się w żaby. Dzięki temu uniknęli utonięcia. Jednak woda rozdzieliła ich i zaniosła jedno daleko od drugiego. 
Gdy woda ustąpiła odzyskali ludzką postać, lecz znaleźli się w obcych miejscach daleko od siebie wśród obcych ludzi. Oboje zatrudnili się do pasania owiec, by zarobić na życie. Pewnego dnia jednak oboje przypadkiem zagnali swoje stada na to samo pastwisko. Początkowo się nie rozpoznali, ale kiedy pasterz zagrał na flecie smutną pieśń, która ona grała dla niego - rozpoznała męża, a on rozpoznał żonę. Oboje byli bardzo szczęśliwi, że się odnaleźli.

## Ekranizacje
- Węgierskie Bajki Ludowe (Magyar népmesék) – węgierska seria filmów animowanych (odcinek 4, sezon 7: A víz tündére)
- Baśnie braci Grimm (Boginka w stawie – odcinek 22, seria 2) – japoński serial animowany (1987-1988)